# تپه کچل ۱
تپه کچل ۱ مربوط به عصر مس و سنگ - عصر مفرغ - عصر آهن - سده‌های متاخر دوران‌های تاریخی پس از اسلام است و در شهرستان سرپل ذهاب، بخش مرکزی، دهستان حومه سرپل، ۲ کیلومتری شمال شرق روستای دستک علیا واقع شده و این اثر در تاریخ ۲۶ اسفند ۱۳۸۷ با شمارهٔ ثبت ۲۵۶۵۱ به‌عنوان یکی از آثار ملی ایران به ثبت رسیده است.